# 1957 a tudományban
Az 1957. év a tudományban és a technikában.

## Díjak
- Nobel-díjak
  - Fizikai Nobel-díj: Jang Csen-ning, Li Cseng-tao
  - Fiziológiai és orvostudományi Nobel-díj: Daniel Bovet
  - Kémiai Nobel-díj: Alexander R. Todd

## Születések
- május 13. – Claudie Haigneré francia orvosnő, űrhajósnő, politikus
- május 29. – Jean-Christophe Yoccoz francia matematikus
- június 27. – Geir Ivarsøy norvég informatikus, az Opera Software vezető programozója és egyik alapítója
- október 1. – Tardos Éva, az Amerikai Egyesült Államokban élő magyar matematikus
- október 21. – Wolfgang Ketterle Nobel-díjas amerikai fizikus
- december 29. – Bruce Beutler Nobel-díjas (megosztva) amerikai immunológus és genetikus

## Halálozások
- február 8. – Neumann János magyar születésű matematikus. Kvantummechanikai elméleti kutatásai mellett a digitális számítógép elvi alapjainak lefektetésével vált ismertté (* 1903)
- február 18. – Henry Russell amerikai csillagász (* 1877)
- május 7. – Wilhelm Filchner német tudós és felfedező, az 1911–1912-es első német antarktiszi expedíció vezetője (* 1877)
- augusztus 5. – Heinrich Otto Wieland német kémikus (* 1877)
- augusztus 13. – Carl Störmer norvég geofizikus, matematikus (* 1874)
- augusztus 21. – Harald Ulrik Sverdrup norvég meteorológus és tengerkutató, a modern fizikai oceanográfia „alapító atyja” (* 1888)
- október 19. – Vere Gordon Childe ausztráliai régész, az egyik legnagyobb hatású őstörténész (* 1892)
- október 26. – Gerty Cori orvostudományi Nobel-díjas (Bernardo Houssay-val és férjével megosztva) cseh-amerikai biokémikus (* 1896)
- november 3. – Wilhelm Reich osztrák-amerikai pszichiáter és pszichoanalitikus (* 1897)